# アリ・バタネン
アリ・ピエティ・ウオレヴィ・ヴァタネン（芬: Ari Pieti Uolevi Vatanen, 1952年4月27日 - ）は、フィンランド出身のラリードライバー。1981年の世界ラリー選手権 (WRC) ドライバーズチャンピオン。パリ・ダカール・ラリーでは4度の総合優勝者。欧州議会議員も務めた。

## モータースポーツ活動

### WRC

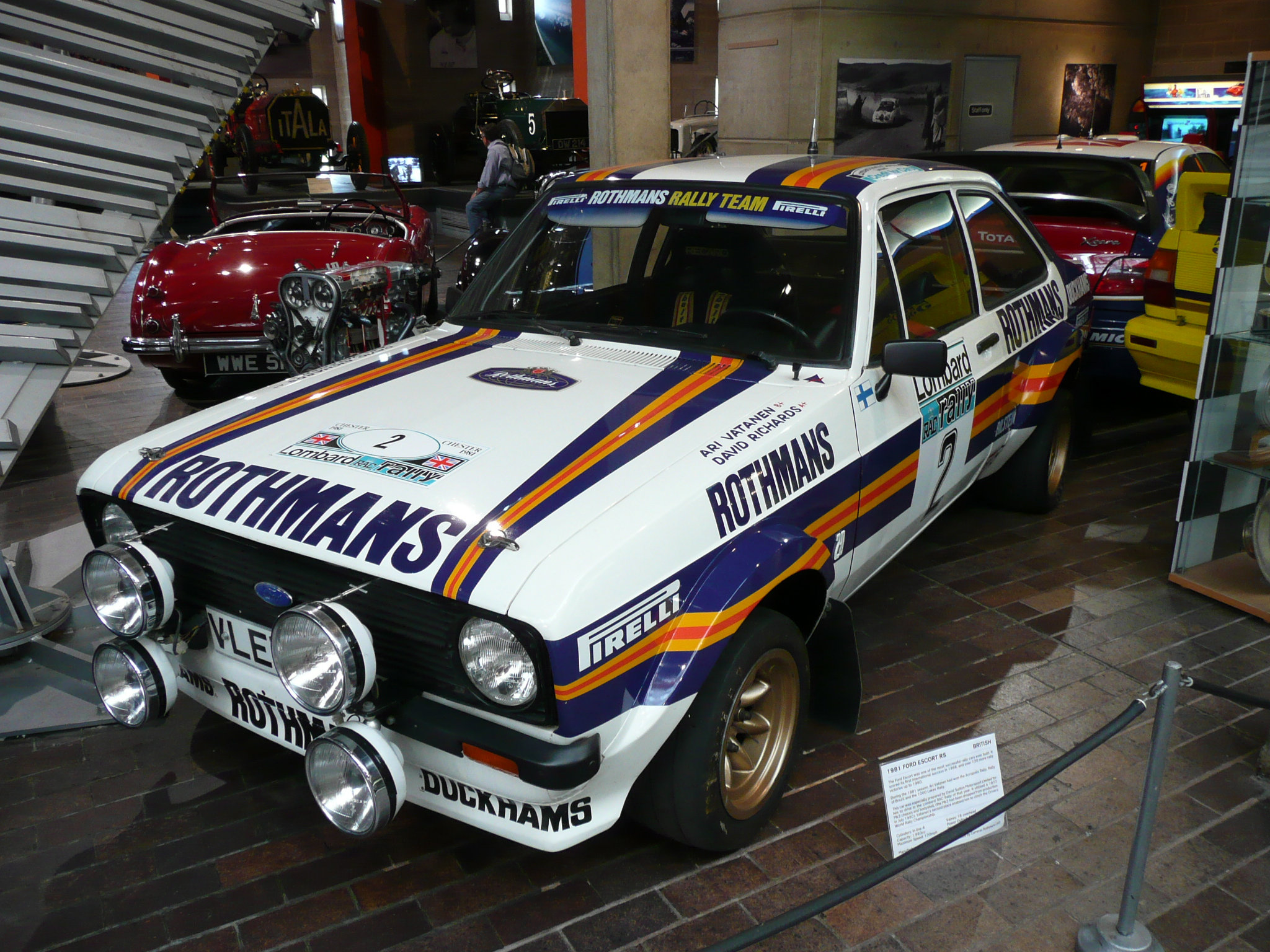
フォード・エスコートRS1800

フィンランド東部のトゥーポヴァーラで生まれる。1970年にフィンランド国内のラリー選手権にオペル・アスコナで出場しプロ・ラリードライバーとしてデビューした。いくつかのラリーで優勝した後、1974年よりWRCへ参戦。フォードのワークス・チームに在籍した後、ワークス撤退によりフォード系プライベーターの「ロスマンズ・ラリーチーム」に所属する。1980年アクロポリスでWRC初優勝を遂げると、1981年には並居るワークス勢を退け、ドライバーズタイトルを獲得する。当時コンビを組んだコ・ドライバーは、のちにプロドライブを創業するデビッド・リチャーズだった。
しかし、当時は敬遠されていた激しいドライビングスタイルのため、トップチームから声がかからず、1982年からオペルに在籍し、中堅争いに留まる。1984年にプジョーへ加入すると後半戦に3勝。1985年も開幕2戦を連勝したが、第8戦アルゼンチンでクラッシュ、瀕死の重傷を負いラリーへの復帰には18ヶ月かかった（その間にプジョーはWRCから撤退している）。
1987年以降はスバル、フォード、BMWなどでスポット参戦の後、1988年から1990年には三菱チームのレギュラードライバーとなった。1992年と1993年はデビッド・リチャーズ率いるプロドライブが運営するスバル・ワールドラリーチームの一員となる。1993年の1000湖ラリー（現在のラリー・フィンランド）ではスバル・インプレッサのデビュー戦を2位フィニッシュするなど、全盛期にも劣らない活躍を見せた。その後フォードに移籍し、1998年までレギュラードライバーとして活躍した。

### ラリーレイド/ヒルクライム

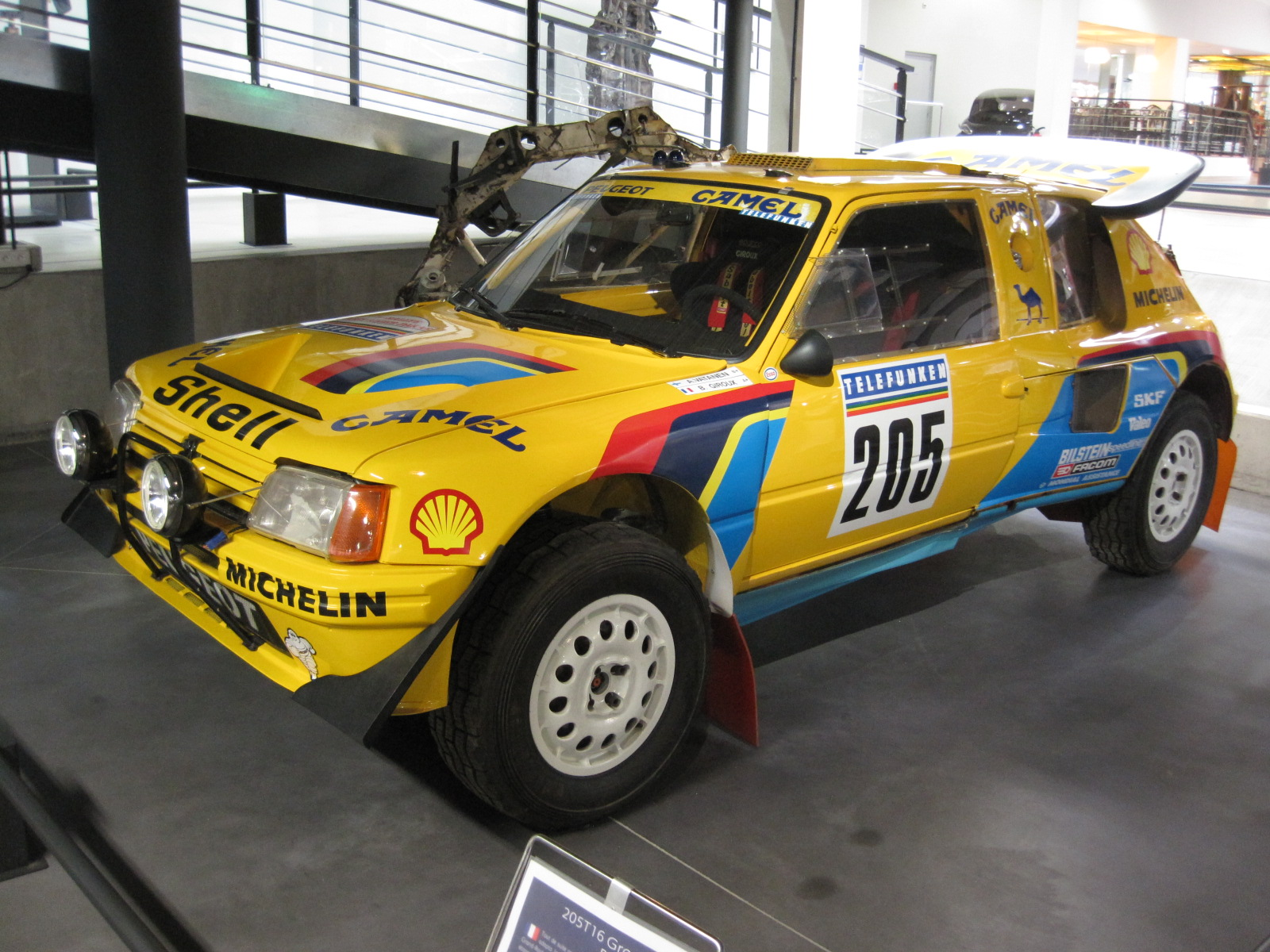
プジョー・205ターボ16GR

プジョーはWRC撤退後にパリ・ダカール・ラリー（パリ・ダカ）へ活動を移し、怪我から復帰したバタネンもチームに参加した。1987年はプジョー205ターボ16GRを駆り第9回大会で優勝。その後第11回（1988年末-1989年）と第12回（1989年末-1990年）も優勝。間の第10回（1988年末-1989年）もその年の新型車両のプジョー・405ターボ16を駆り、日程途中まで首位を走っていたが、車両が盗難に遭うという大会史上前代未聞の事態が発生し、後に失格の裁定が下された（ダカール・ラリー、および同大会3位のパトリック・タンベイの項目参照）。
プジョーチームからのパリ・ダカールラリーでの実績から「砂漠のライオン」の異名を持つ。
その後コ・ドライバーのベルグルンドと共にシトロエンに移り、第13回（1990年末-1991年）ダカールでも優勝している。1994年はWRC参戦によりラリーレイドを休止していた。シトロエン参戦最終年の1997年にはクロスカントリーラリー・ワールドカップのドライバーズタイトルも獲得した。ダカールでのステージ通算50勝は2023年現在も四輪部門の歴代1位記録であり、1989年に記録した連続ステージ勝利数6も2023年にセバスチャン・ローブが更新するまで保持されていた。
パイクスピーク・インターナショナル・ヒルクライムのアンリミテッド・クラスにも1987年～1989年に出場。1987年はプジョー・205T16で2位と手応えを掴むと、翌年はライバルであるアウディ勢の出した記録を405T16で更新し、優勝する。
政治家となった後もモータースポーツに対する情熱を失わず、2003年には日産からダカールラリーに参加、総合7位の成績を収める。この年WRCラリー・フィンランドでもプジョーで総合11位を獲得。2004・2005年も、日産でダカールに参加している。2007年にはフォルクスワーゲン・レーストゥアレグを女性でWRCランキング2位経験を持つファブリィア・ポンスをナビとしてドライブしたが、DAY7でマシンが全焼してしまった。

## 政治活動

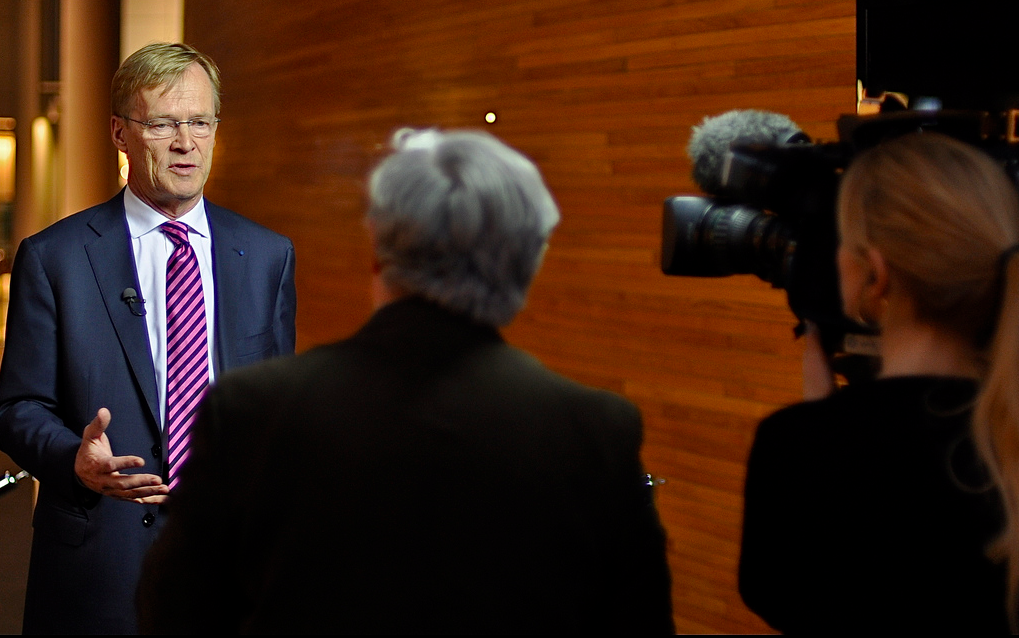
2007年欧州議会（ストラスブール）にて

1993年にフランスへ移住し、この頃から政治に興味を持ち始めた。1999年にはフランスに居住しているにもかかわらず、フィンランドの議席として欧州議会フィンランド代表議員に選ばれた。2004年には、フィンランド代表ではなくフランス代表として議員再選している。
2009年7月10日、同年10月の国際自動車連盟（FIA）会長選挙への出馬を表明。当時FIA会長だったマックス・モズレーが推すジャン・トッドと激しい選挙戦を展開した。バタネンはモズレーのスキャンダルを嫌うアメリカ自動車協会（AAA）・日本自動車連盟（JAF）・ドイツ自動車連盟（ADAC）などから支持を得たものの、選挙では結局トッドに敗れた。